# ناحیه البینو، شهرستان باتلر، آیووا
شهرستان البینو، بخش باتلر، لوئا (به انگلیسی: Albion Township, Butler County, Iowa) یک منطقهٔ مسکونی در ایالات متحده آمریکا است که در آیووا واقع شده‌است.

## خصوصیات
شهرستان البینو ۹۳٫۰۹ کیلومترمربع مساحت و ۲٬۰۴۰ نفر جمعیت دارد و ۲۸۴ متر بالاتر از سطح دریا واقع شده‌است.